# Presidente do Zimbábue
O presidente do Zimbábue é o chefe de Estado e chefe de governo da República do Zimbábue, além de chefe do poder executivo e comandante em chefe das forças armadas do país.
O cargo foi criado em 1980, junto ao reconhecimento da independência do país, como República do Zimbábue, pelo Reino Unido. Seguindo e Acordo de Lancaster House, o país era originalmente uma república parlamentarista, e o cargo de presidente era meramente simbólico; o poder executivo era, na realidade, exercido pelo primeiro-ministro Robert Mugabe. O primeiro presidente do Zimbábue foi Canaan Banana, que governou até sua renúncia no final de 1987, quando o parlamento aprovou uma emenda na constituição que extinguia o cargo de primeiro-ministro e concentrava os poderes de chefe de governo e de Estado na figura presidencial, declarando Mugabe presidente em 31 de dezembro de 1987. Outros poderes do cargo incluíam dissolver o parlamento, declarar lei marcial e concorrer a reeleição por um número de vezes ilimitado. Mugabe foi eleito presidente 5 vezes seguidas, nas eleições de 1990, 1996, 2002, 2008 e 2013, permanecendo pouco menos de 30 anos no poder.
Mugabe governou com a hegemonia do partido governista União Nacional Africana do Zimbabwe - Frente Patriótica por toda sua presidência, administrando o país sob uma orientação autodeclarada socialista e pan-africana. Uma figura controversa, é tanto considerado um herói revolucionário de libertação africana do colonialismo britânico, quanto acusado de ser um ditador responsável por grande parte dos problemas econômicos do Zimbábue, corrupção generalizada, racismo anti-brancos, desrespeito aos direitos humanos e crimes contra a humanidade. Entre 2009 e 2013, o cargo de primeiro-ministro foi reestabelecido, com o poder executivo sendo compartilhado pelo presidente e o primeiro-ministro; após a criação de uma nova constituição em 2013, o cargo foi abolido novamente, embora seu único ocupante neste período, Morgan Tsvangirai, alegasse que o poder na realidade não era compartilhado e o presidente Mugabe não o consultava para determinadas questões. Em 2017, membros de seu próprio partido e das forças armadas obrigaram Mugabe a renunciar, sendo ele substituído pelo ex-vice presidente Emmerson Mnangagwa. Um ano depois, Mnangagwa foi eleito presidente do Zimbábue e é o atual ocupante do cargo.

## Deveres
A constituição zimbabueana de 2013 estabelece que o presidente deve defender, obedecer e respeitar a constituição como a lei suprema da nação e garantir que ela e todas as outras leis sejam fielmente observadas. Além disso, são elencados quatro deveres do presidente:
1. Promover a unidade e a paz da nação para o benefício do bem-estar de todo o povo do Zimbábue;
2. Reconhecer e respeitar os ideais e valores da luta pela libertação;
3. Garantir a proteção dos direitos humanos e liberdades fundamentais e o império da lei;
4. Respeitar a diversidade do povo e das comunidades do Zimbábue.

## Eleição
Para que uma pessoa seja elegível presidente ou vice-presidente do Zimbábue, é necessário que ela seja um cidadão zimbabueano por nascimento ou descendência, tenha mais de 40 anos de idade, resida no país e seja um eleitor registrado. Se ela já ocupou o cargo de presidente sob a constituição de 2013 por dois mandatos, consecutivos ou não, considerando-se três ou mais anos de serviço como sendo um mandato completo, esta pessoa é considerada inelegível para os cargos de presidente e vice-presidente.
Cada candidato à presidência deve escolher duas pessoas para serem suas companheiras de chapa para os cargos de primeiro vice-presidente e segundo vice-presidente. A eleição é direta, segue os procedimentos da Lei Eleitoral do país e deve acontecer concomitantemente às eleição gerais para os membros do parlamento, conselhos provinciais e autoridades locais.
Sob a constituição de 2013, duas eleições foram realizadas, com os resultados expressos abaixo:
| Eleição presidencial de 2013 | Eleição presidencial de 2013 | Eleição presidencial de 2013 | Eleição presidencial de 2013 | Eleição presidencial de 2013 |
| ---------------------------- | ---------------------------- | ---------------------------- | ---------------------------- | ---------------------------- |
|                              |                              |                              |                              |                              |
| Robert Mugabe (ZANU-PF)      | Robert Mugabe (ZANU-PF)      |                              | 61,1%                        | 61,1%                        |
| Morgan Tsvangirai (MDC-T)    | Morgan Tsvangirai (MDC-T)    |                              | 34,0%                        | 34,0%                        |
| Welshman Ncube (MDC-N)       | Welshman Ncube (MDC-N)       |                              | 2,7%                         | 2,7%                         |
| Dumiso Dabengwa (ZAPU)       | Dumiso Dabengwa (ZAPU)       |                              | 0,7%                         | 0,7%                         |
| Kisinoti Mukwazhe (ZDP)      | Kisinoti Mukwazhe (ZDP)      |                              | 0,3%                         | 0,3%                         |

| Eleição presidencial de 2018            | Eleição presidencial de 2018            | Eleição presidencial de 2018 | Eleição presidencial de 2018 | Eleição presidencial de 2018 |
| --------------------------------------- | --------------------------------------- | ---------------------------- | ---------------------------- | ---------------------------- |
|                                         |                                         |                              |                              |                              |
| Emmerson Mnangagwa (ZANU-PF)            | Emmerson Mnangagwa (ZANU-PF)            |                              | 50,8%                        | 50,8%                        |
| Nelson Chamisa (MDC Alliance)           | Nelson Chamisa (MDC Alliance)           |                              | 44,3%                        | 44,3%                        |
| Thokozani Khuphe (MDC-T)                | Thokozani Khuphe (MDC-T)                |                              | 0,9%                         | 0,9%                         |
| Joseph Makamba Busha (FreeZim Congress) | Joseph Makamba Busha (FreeZim Congress) |                              | 0,4%                         | 0,4%                         |
| Outros                                  | Outros                                  |                              | 3,6%                         | 3,6%                         |

## Lista dos presidentes
Partidos:
      União Nacional Africana do Zimbábue (ZANU) → União Nacional Africana do Zimbabwe - Frente Patriótica (ZANU-PF)
| Nº | Retrato                       | Retrato | Nome (Nascimento–Falecimento)     | Mandato                | Mandato                | Tempo no cargo (em anos e dias) | Partido político | Eleição                  | Primeiro-ministro          |
| -- | ----------------------------- | ------- | --------------------------------- | ---------------------- | ---------------------- | ------------------------------- | ---------------- | ------------------------ | -------------------------- |
| 1  |                               |         | Canaan Sodindo Banana (1936–2003) | 18 de abril de 1980    | 31 de dezembro de 1987 | 7 anos e 257 dias               | ZANU             | 1980 1986                | Robert Mugabe              |
| 2  |                               |         | Robert Mugabe (1924–2019)         | 31 de dezembro de 1987 | 21 de novembro de 2017 | 29 anos e 325 dias              | ZANU-PF          | 1990 1996 2002 2008 2013 | cargo abolido (1987–2009)  |
| 2  | Morgan Tsvangirai (2009–2013) |         | Robert Mugabe (1924–2019)         | 31 de dezembro de 1987 | 21 de novembro de 2017 | 29 anos e 325 dias              | ZANU-PF          | 1990 1996 2002 2008 2013 |                            |
| 2  | cargo abolido (desde 2013)    |         | Robert Mugabe (1924–2019)         | 31 de dezembro de 1987 | 21 de novembro de 2017 | 29 anos e 325 dias              | ZANU-PF          | 1990 1996 2002 2008 2013 |                            |
| -  |                               |         | Phelekezela Mphoko (1940–)        | 21 de novembro de 2017 | 24 de novembro de 2017 | 3 dias                          | ZANU-PF          | N/A                      | cargo abolido (desde 2013) |
| 3  |                               |         | Emmerson Mnangagwa (1942–)        | 24 de novembro de 2017 | atualmente             | 7 anos e 118 dias               | ZANU-PF          | 2018                     | —                          |